# Мышкинский уезд
Мы́шкинский уезд — административно-территориальная единица Ярославской губернии Российской империи и РСФСР, существовавшая в 1777—1923 годах. Уездный город — Мышкин.

## Описание
Мышкинский уезд располагался на левом берегу Волги между Мологским, Рыбинским и Угличским уездами Ярославской губернии и Кашинским и Калязинским уездами Тверской губернии.
Площадь уезда по разным данным от 2177,22 до 2164,3 квадратных вёрст, или 6,9 % от площади всей Ярославской губернии. Поверхность — возвышенная равнина, местами холмистая, покатая к востоку и изрытая оврагами; наибольшие крутогорья находятся на границе Мологского уезда.

## История
Указом Екатерины II 23 февраля 1777 года создано Ярославское наместничество, в составе которого был образован Мышкинский уезд. В 1796 году было введено новое деление государства на губернии, уезд стал относиться к Ярославской губернии. В XIX веке значительных изменений в составе Мышкинского уезда не происходило.
В 1921 году Мышкинский уезд вошёл в состав вновь образованной Рыбинской губернии. 15 февраля 1923 года Рыбинская губерния была упразднена, а уезд вновь вернулся в состав Ярославской губернии, за исключением Васильковской волости, которая отошла к Кашинскому уезду Тверской губернии. 
Постановлением Президиума ВЦИК от 14 ноября 1923 года Мышкинский уезд ликвидирован, его территория вошла в состав Рыбинского уезда за исключением Климатинской волости, отошедшей к Угличскому уезду.

## Население
По переписи 1897 года в уезде было 87 030 жителей (35 045 мужчин и 51 985 женщин), русских — 99,8 %. Город Мышкин имел население 2 238 человек.
По сословному признаку в конце XIX века крестьяне составляли 96,7 % от всего населения.
К 1917 году население уезда возросло до 115 000 человек.

## Административное деление

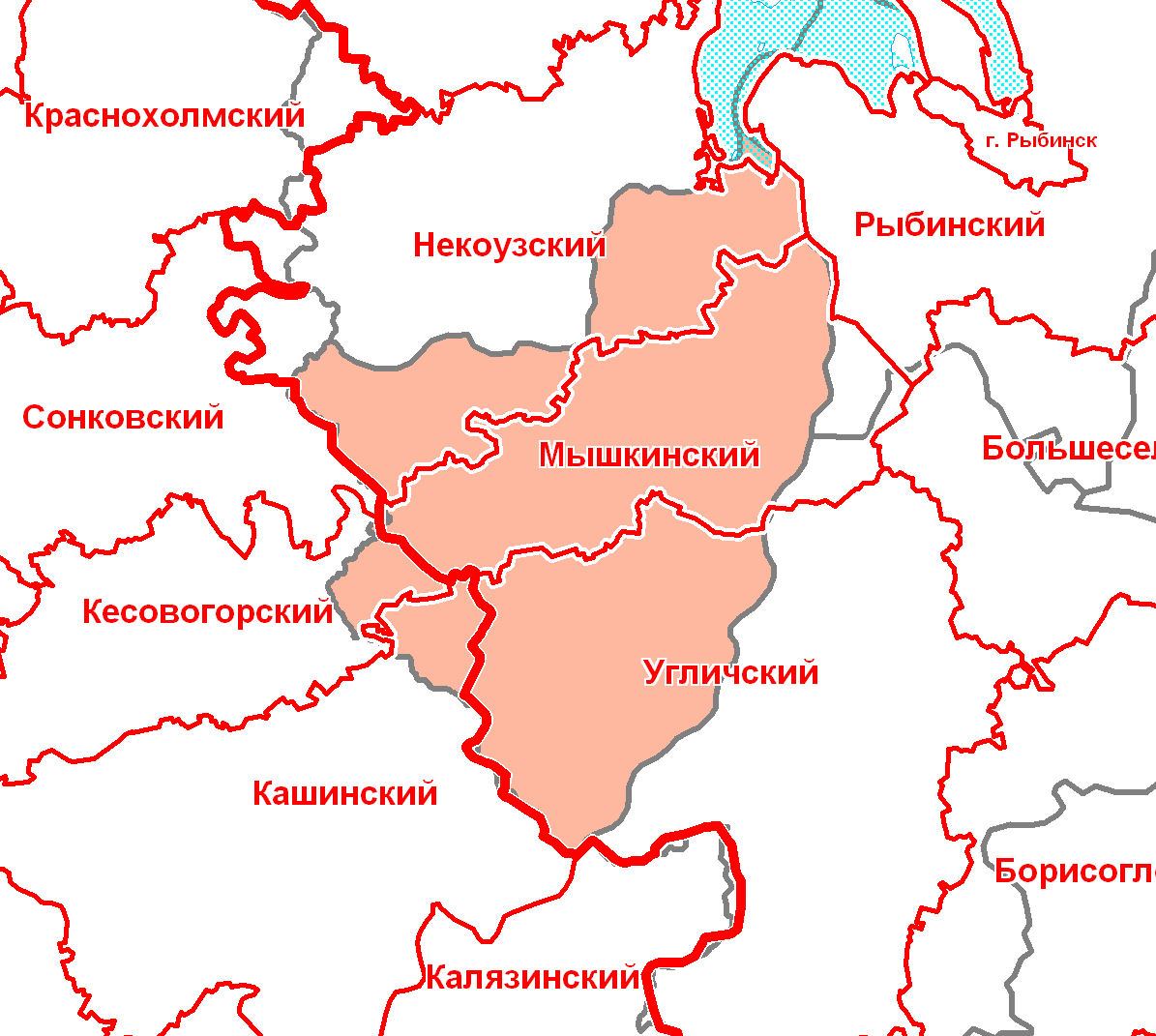
Мышкинский уезд в современной сетке районов

В 1890 году в состав уезда входило 21 волостей
| № п/п | Волость         | Волостное правление   | Число селений | Население |
| ----- | --------------- | --------------------- | ------------- | --------- |
| 1     | Архангельская   | c. Архангельское      | 52            | 4821      |
| 2     | Богородская     | с. Богородское        | 21            | 4022      |
| 3     | Васильковская   | д. Демино             | 42            | 6154      |
| 4     | Воскресенская   | с. Воскресенское      | 18            | 4128      |
| 5     | Галицинская     | д. Галицино           | 23            | 3005      |
| 6     | Егорьевская     | с. Егорьевское        | 41            | 4684      |
| 7     | Климатинская    | д. Новинки            | 40            | 6163      |
| 8     | Крюковская      | с. Крюково            | 58            | 6670      |
| 9     | Кузяевская      | с. Никольское-Свечино | 22            | 4206      |
| 10    | Муравьевская    | д. Муравьева          | 33            | 3592      |
| 11    | Ново-Никольская | с. Ново-Никольское    | 88            | 4818      |
| 12    | Оносовская      | д. Максимова          | 33            | 3406      |
| 13    | Платуновская    | д. Костево            | 3             | 688       |
| 14    | Плосковская     | д. Федорково          | 36            | 3058      |
| 15    | Поводневская    | с. Поводнево          | 59            | 3194      |
| 16    | Прилукская —    | с. Прилуки            | 23            | 3732      |
| 17    | Рождественская  | с. Рождествено        | 29            | 5388      |
| 18    | Сменцовская     | с. Сменцево           | 52            | 5921      |
| 19    | Спасская        | с. Спасское           | 32            | 3908      |
| 20    | Хоробровская    | с. Прилуки            | 26            | 3785      |
| 21    | Юрьевская       | с. Юрьевское          | 27            | 4159      |

В 1913 году в уезде было 20 волостей, ликвидирована Платуновская волость.
В полицейском отношении уезд был разделён на 2 стана:
- 1-й стан, становая квартира д. Ободаево.
- 2-й стан, становая квартира сельцо Головино.

## Населённые пункты
Крупнейшие населённые пункты по переписи населения 1897 года, жит.:
- г. Мышкин — 2232
- с. Прилуки — 553
- д. Балакирево — 485

## Известные уроженцы
- Степан Иванович Барановский (1817—1890) — русский инженер.
- Пётр Арсеньевич Смирнов (1831—1898) — русский предприниматель, водочный король России.
- Константин Дмитриевич Нилов (1856—1919) — российский адмирал, приближённый Николая II.

## Современное положение
В настоящее время территория Мышкинского уезда (в границах на 1917 год) входит в состав Мышкинского, Некоузского и Угличского районов Ярославской области и Кашинского и Кесовогорского районов Тверской области.

## Уездные предводители дворянства[5]
| Время службы | Фамилия, Имя, Отчество            | Должность/Чин                                          |
| ------------ | --------------------------------- | ------------------------------------------------------ |
| 1778-1779    | Опочинин Иван Дмитриевич          | Надворный советник                                     |
| 1779-1783    | Сухово-Кобылин Николай Васильевич | Поручик                                                |
| 1784-1785    | Опочинин Пётр Михайлович          | Секунд-майор                                           |
| 1785-1786    | Яминский Василий Фёдорович        | Капитан 1-го ранга                                     |
| 1787-1793    | Кожин Александр Осипович          | Артиллерии капитан, коллежский советник (1801)         |
| 1793-1796    | Костюрин Александр Васильевич     | Секунд-майор                                           |
| 1796-1798    | Батурин Пётр Петрович             | Артиллерии подполковник                                |
| 1799-1801    | Лихачёв Василий Иванович          | Гвардии поручик                                        |
| 1802-1807    | Батурин Пётр Петрович             | Артиллерии подполковник                                |
| 1807-1808    | Костюрин Александр Васильевич     | Секунд-майор, надворный советник (1808)                |
| 1809-1811    | Жеребцов Нил Андреевич            | Прапорщик, титулярный советник (1809)                  |
| 1812-1820    | Михайлов Пётр Лукич               | Майор, надворный советник (1817)                       |
| 1821-1829    | Башмаков Афанасий Михайлович      | Лейтенант                                              |
| 1830-1832    | Валмасов Павел Сергеевич          | Мичман                                                 |
| 1833         | Селифонтов Михаил Петрович        | Генерал-майор                                          |
| 1833-1835    | Скрипицын Павел Степанович        | Коллежский секретарь                                   |
| 1836-1838    | Яминский Никанор Васильевич       | Генерал-майор                                          |
| 1839-1840    | Башмаков Афанасий Иванович        | Лейтенант                                              |
| 1840-1841    | Нилов Иван Степанович             | Капитан-лейтенант                                      |
| 1842-1847    | Травин Иосиф Александрович        | Штабс-ротмистр                                         |
| 1848         | Змеев Владимир Петрович           | Подпоручик                                             |
| 1848-1849    | Скрипицын Владимир Михайлович     | Титулярный советник                                    |
| 1849-1850    | Сысоев Пётр Гаврилович            | Подпоручик                                             |
| 1851-1862    | Башмаков Михаил Афанасьевич       | Губернский секретарь (1855), надворный советник (1859) |
| 1863         | Скрипицын Николай Павлович        | Штабс-ротмистр                                         |
| 1863-1865    | Смагин Сергей Петрович            | Штабс-ротмистр                                         |
| 1866-1872    | Голосов Николай Яковлевич         | Ротмистр                                               |
| 1872-1877    | Матвеев Михаил Дмитриевич         | Штабс-ротмистр                                         |
| 1878-1881    | Опочинин Фёдор Константинович     | Статский советник (1879), камер-юнкер                  |
| 1881-1883    | Пятунин Алексей Ильич             | Коллежский регистратор                                 |
| 1884-1886    | Тучков Николай Павлович           | Генерал-майор, генерал-лейтенант (1888)                |
| 1887-1898    | Тютчев Александр Алексеевич       | Титулярный советник, статский советник (1896)          |